# Фаль Олексій Михайлович
Олексій Михайлович Фаль (16 серпня 1947 р. м. Носівка Чернігівської області України) — український математик, кандидат фізико-математичних наук (1972), доцент. Лауреат Державної премії України в галузі науки і техніки (2001).

## Біографія
Народився в сім'ї робітника. У 1963 році закінчив Носівську середню школу № 1 та вступив на фізико-математичний факультет Київського університету імені Т. Г. Шевченка.
Після закінчення університету, у 1968-1971 роках навчався в аспірантурі Інституту математики АН УРСР, захистив дисертацію кандидата фізико-математичних наук. 
З 1971 р. працює в Інституті кібернетики (з 1991 р. — Інститут кібернетики імені В. М. Глушкова) НАН України. У 1971-1975 р. — молодший науковий співробітник, у 1975-1985 — старший науковий співробітник, у 1985-1986 — завідувач лабораторією, з 1996 р. — провідний науковий співробітник. Викладач кафедри Математичних методів захисту інформації Фізико-технічного інституту Національного технічного університету України «Київський політехнічний інститут», доцент. Напрям наукової діяльності кафедри — стандартизація в галузі захисту інформації.

## Відзнаки
Державна премія України в галузі науки і техніки була присуджена за цикл робіт «Ймовірносно-статистичні методи в проблемах надійності і безпеки інформаційних технологій» (2001).

## Праці
- Фаль А. М. Предельные теоремы для марковских случайных блужданий. : автореф. канд. физ.-мат.наук: 005 / Фаль А. М.; АН УССР. Ин-т матем. — Киев, 1972. — 12л.
- Фаль О. М. Криптографія: основні ідеї та застосування: препринт / Олексій Михайлович Фаль. — Київ: Політехніка, 2003. — 28 с.
- Анісімов А. В. Основи інформаційної безпеки та захисту інформації у контексті євроатлантичної інтеграції України: наук.-методол. посіб. / Анісімов А. В., Заславський В. А., Фаль О. М. ; за ред. В. П. Горбуліна. — Київ: Євроатлантикінформ, 2006. — 104 с.
- Анісімов А. Інформаційна безпека та організація технічного захисту інформації у контексті євроатлантичної інтеграції / А. Анісімов, В. Заславський, О. Фаль // Україна — НАТО. — 2007. — N 4. — С. 20-27.
- Фаль О. М. Атаки на потокові шифри, що поєднують статистичні та алгебраїчні методи / О. М. Фаль // Захист інформації. — 2009. — Т.11., № 2. — С. 59-70.
- Фаль А. М. Стандартизация в сфере менеджмента информационной безопасности / А. М. Фаль // Кибернетика и системный анализ. — 2010. — Т. 46, № 3. — С. 181—184.
- Кочубинский А. И. Слепые мультиподписи на основе стандартов ДСТУ 4145-2002 и ГОСТ Р 34.10-2001 / А. И. Кочубинский, Н. А. Молдовян, А. М. Фаль // Доповіді Національної академії наук України. — 2012. — № 3. — С. 38-44.
- Кочубинский А. И. Алгоритмы вычисления слепой цифровой подписи на основе национального стандарта Украины цифровой подписи ДСТУ 4145-2002 и российского стандарта цифровой подписи ГОСТ Р 34. 10-2001 / А. И. Кочубинский, А. М. Фаль // Кибернетика и системный анализ. — 2012. — Т. 48, № 4. — С. 95-100.
- Фаль А. М. Динамика требований к защите персональных данных в законодательстве Европейского Союза / А. М. Фаль // Information technology and security.- 2013. — Т.2., № 1. — С. 107—110.
- Фаль А. М. Проблемы защиты персональных данных при использовании облачных вычислений / А. М. Фаль, В. Ф. Козак // Кибернетика и системный анализ. — 2014. — Т. 50, № 5. — С. 132—138.
- Фаль А. М. Стандартизация в сфере безопасности информационных технологий / А. М. Фаль // Кибернетика и системный анализ. — 2017. — Т. 53, № 1. — С. 91-98.